# دونالد إل ماليك
دونالد إل ماليك ولد سنة 4 أكتوبر 1930هو طيار أمريكي سابق في مركز أبحاث الطيران درايدن التابع لناسا من عام 1963 إلى 1981. أصبح نائب رئيس قسم عمليات الطائرات في درايدن . 

## النشأة والتعليم
ولد ماليك في 4 أكتوبر 1930 في سيويكلي، بنسلفانيا، في بلدة صغيرة بالقرب من بيتسبرغ. وهو الابن الثاني والأصغر لروبرت سيد. ماليك الأب ولويز ويش ماليك، وكلاهما من أصل ألماني.
ولدت لويز سنة 1903في المانيا
هجرت الي الولايات المتحدة الامركية سنة 1907

## الجوائز والتكريمات
القوات البحرية:
- وسام خدمة الدفاع الوطني
- وسام الأمم المتحدة
- شرائط الخدمة الصينية
- الاحتلال البحري (المشبك الأوروبي)
- ميداليات الخدمة الكورية